# Wijnendalebos
Het Wijnendalebos was in het middeleeuwse Vlaanderen deel van een groot bosareaal (Bos van Houthulst) dat zich uitstrekte van Ieper tot Wijnendale en van Roeselare tot Diksmuide. Dit bos zou wellicht een grootte van 4000 ha gehad hebben. Van het oorspronkelijke Bos van Houthulst rest nu nog het stuk Wijnendalebos van ongeveer 280 ha (waarvan 181,4 ha in eigendom van het Vlaams Gewest) nabij Ichtegem en Torhout, en verder 352 ha Vrijbos op grondgebied van Houthulst. Het Wijnendalebos ligt grotendeels op het grondgebied van Ichtegem en deels op dat van Torhout. In het noordoosten is het door een strook landbouwgrond afgescheiden van het 'Keunebos'. Het Keunebos sluit aan bij het ommuurde park van het Kasteel van Wijnendale. Het bosgebied is Europees beschermd als onderdeel van Natura 2000-gebied 'Bossen, heiden en valleigebieden van Zandig Vlaanderen: westelijk deel' (BE2500004).

## Flora
Het bos bestaat uit zomereik en beuk op de hogere delen en els en es in de natte valleien. Naaldhoutbestanden worden geleidelijk omgevormd naar inheems structuurrijk loofhout. In het nattere elzen-essenbos zijn voorjaarsbloeiers, waaronder het zeldzame paarbladig goudveil aanwezig. In dit natte bos zijn nog restanten aanwezig van het vroegere middelhoutbeheer. In het Wijnendalebos komen meer dan 500 soorten paddenstoelen voor.

## Fauna
In het Wijnendalebos leven onder andere boommarter, ree (sinds 1999), gewone grootoorvleermuis, ruige dwergvleermuis, franjestaart, baardvleermuis, vinpootsalamander, levendbarende hagedis, hazelworm, zwarte specht, buizerd, wespendief, kleine bonte specht, goudvink, bruin blauwtje en koevinkje.

## Natuurbeleving
De helft van het gedeelte Wijnendalebos in eigendom van het Vlaams Gewest is voor het publiek toegankelijk, met onder meer een bosleerpad. De andere helft, ca. 92 ha, is ontoegankelijk bosreservaat.

## Afbeeldingen

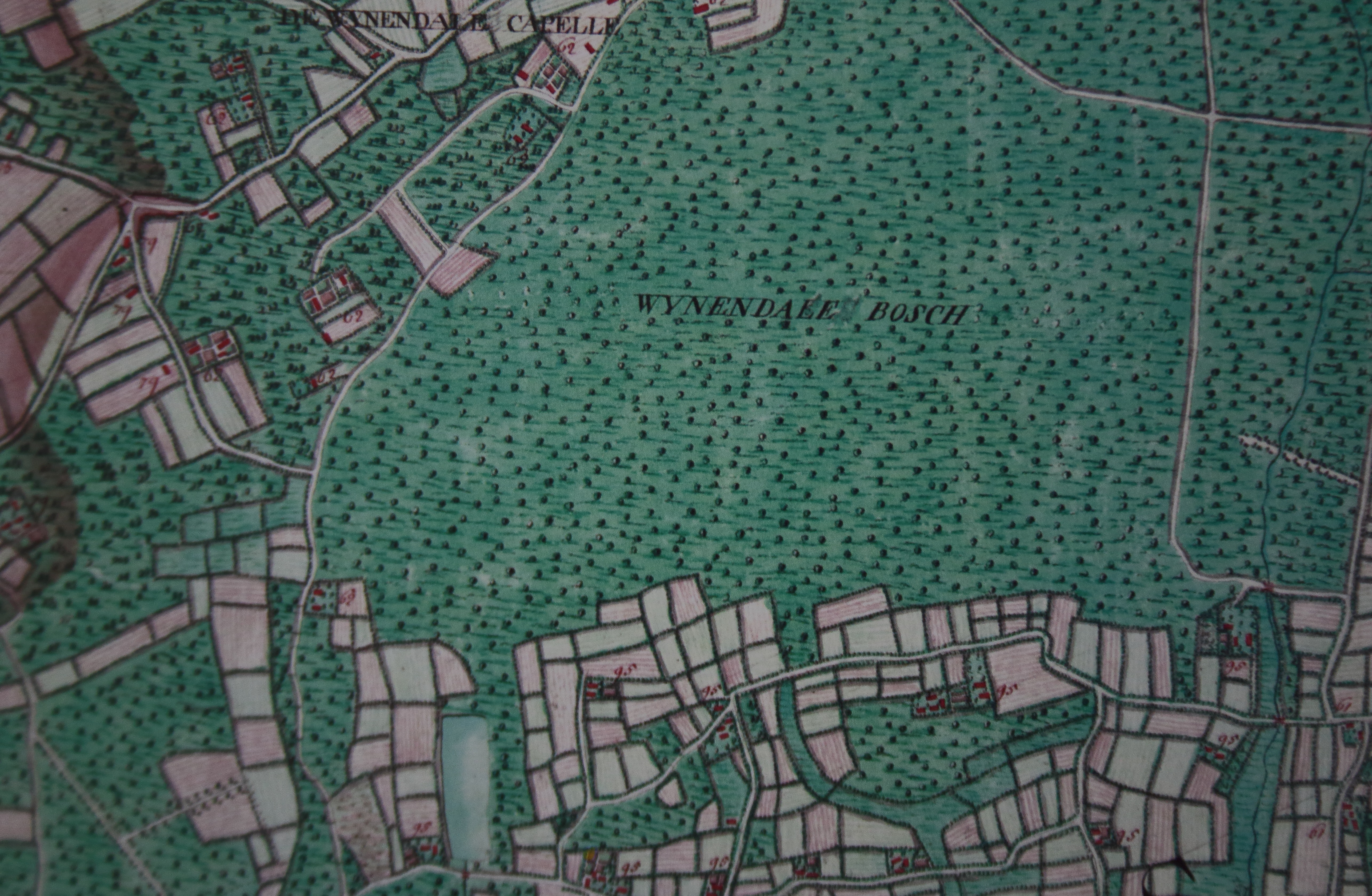
Wijnendalebos op de Ferrariskaart
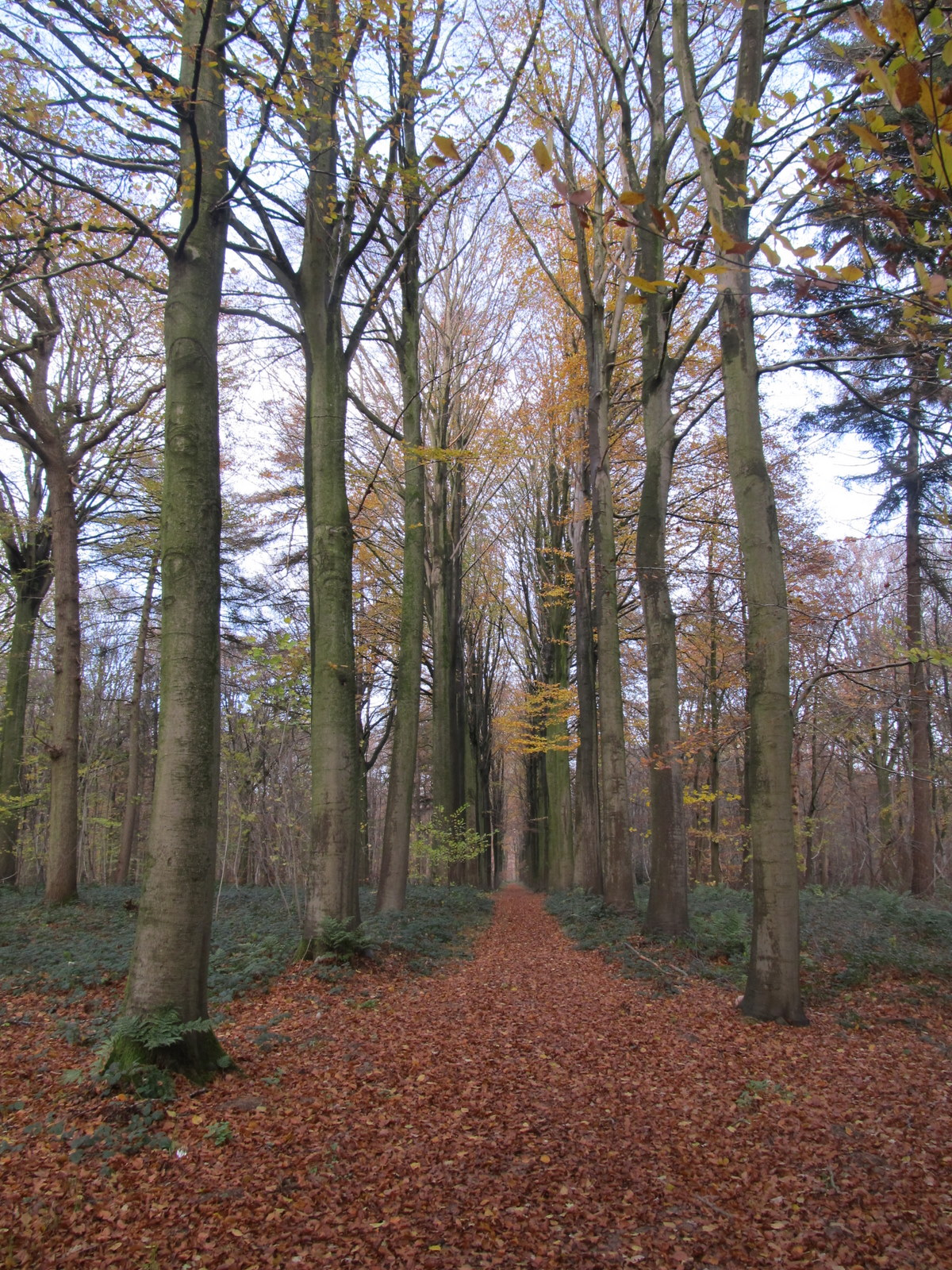
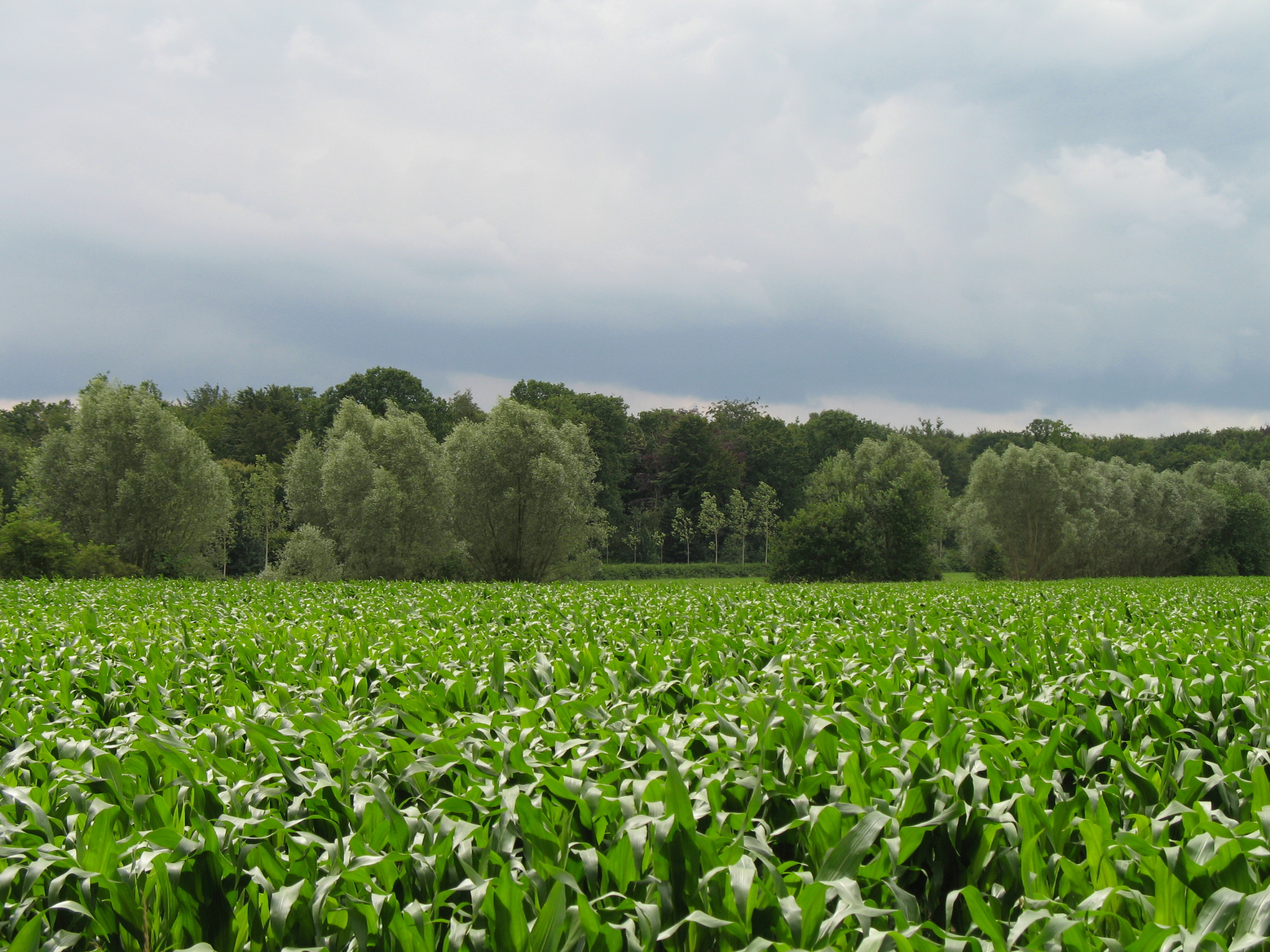
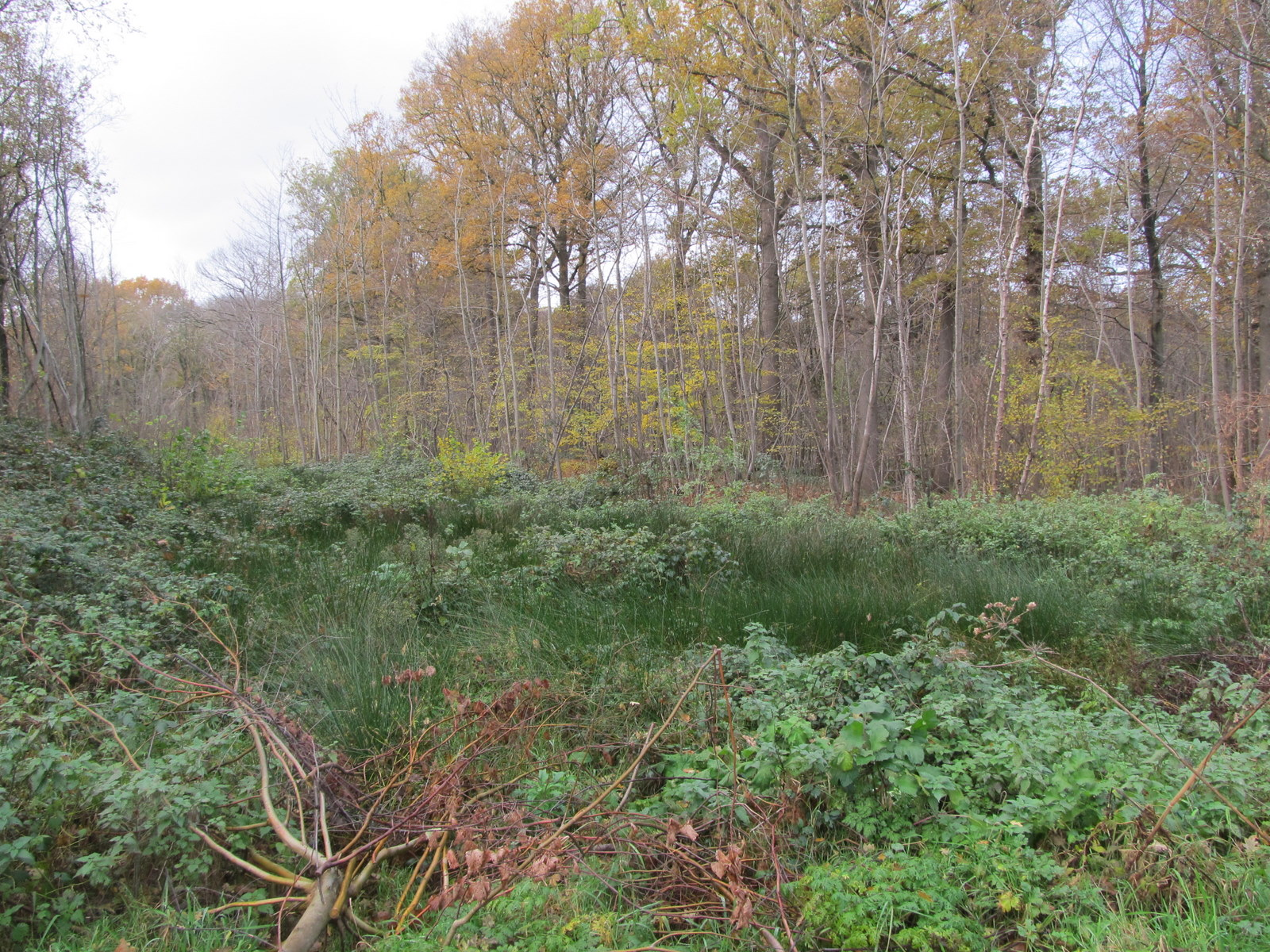